# 罗兰德营
罗兰德营是德国国防军军情部门阿勃維爾下属的特别行动单位布蘭登堡部隊的一个子单位，活跃于1941年。阿勃维尔负责人、海军上将威廉·卡纳里斯于1941年2月25日批准征召乌克兰人，组建罗兰德营。成立于1941年四月中旬的罗兰德营起初有350名兵员，驻地位于东部边疆，该部队主要由生活在德占波兰境内的乌克兰人组成，當時乌克兰民族主义者组织負責人斯捷潘·班德拉要求一些烏克蘭人加入罗兰德营。1941年11月，羅蘭營在德国被併入其他營。